# José Bergamín
José Bergamín Gutiérrez est un acteur, écrivain, poète, dramaturge, scénariste et intellectuel espagnol, né à Madrid le 30 décembre 1895 et mort à Saint-Sébastien le 28 août 1983.

## Biographie
Son père brigua la présidence du canton de Malaga ; sa mère était une catholique fervente ; il ne renia jamais cette double filiation et s'efforça, toute sa vie, de concilier catholicisme et communisme (comme il le disait : « avec les communistes jusqu'à la mort… mais pas un pas de plus »). Il étudia le droit à l'université. Il publia ses premiers articles dans la revue Indice dirigée par Juan Ramón Jiménez au cours des années 1921 et 1922. Son amitié avec le grand poète sera profonde et durable, comme celle qu'il lia avec le philosophe Miguel de Unamuno, qui est lui aussi l'une des principales sources d'inspiration de son œuvre. C'est de la revue Indice que, selon lui, surgirent les principaux écrivains de la « génération de 27 », expression qu'il détestait et à laquelle il préférait l'expression « génération de la République ». 
Bergamin est considéré comme le principal disciple de Miguel de Unamuno, et l'un des meilleurs essayistes espagnols du XXe siècle. On apprécie notamment la qualité d'un styliste consommé et original. Ses thèmes de prédilection furent les milieux littéraires espagnols, le Siècle d'or, la mystique, la politique ou encore la Tauromachie.
L'originalité de son œuvre littéraire, et son goût « unamunesque » pour la parodie ont déconcerté les historiens les moins subtils de la littérature espagnole, portant préjudice à sa réputation et maintenant dans l'ombre son travail ses aphorismes, ses essais, son œuvre lyrique, le théâtre sans oublier l'édition. Cela ne le gênait pas outre mesure et de fait, lui-même désirait devenir ce qu'il fut : une authentique singularité dans le monde culturel espagnol.
Opposé à la dictature de Miguel Primo de Rivera, il participa à une réunion politique de soutien aux idéaux républicains à Salamanque. Il occupe brièvement un poste de Directeur général dans le premier ministère du Travail républicain, sous les ordres de Francisco Largo Caballero. En 1933, il fonda et dirigea la revue Cruz y Raya, « revue du plus et du moins », ou « revue de l'affirmation et de la négation », sans conteste la publication la plus originale, ouverte et indépendante de cette époque, à laquelle participèrent de nombreux auteurs de la Génération 27. Son dernier numéro, le no 39, parut en juin 1936, quelques jours avant le coup d'État militaire, puis s'éteint avec la République.
Durant la guerre civile, Bergamin présida l'Alliance des intellectuels antifascistes, et fut nommé conseiller culturel à l'ambassade espagnole à Paris où il s'employa à rechercher des appuis moraux et financiers pour la jeune République. Il y noua une amitié empreinte de respect avec Jacques Maritain et Georges Bernanos, François Mauriac, Paul Éluard et André Malraux. Son nom est associé à presque toutes les entreprises culturelles de cette époque. Il écrivit ainsi dans les revues El Mono Azul, Hora de España et Cuadernos de Madrid. Il présida en 1937 à Valence le second Congrès international des écrivains défenseurs de la Culture, qui réunit plus d'une centaine d'intellectuels en provenance de toutes les parties du monde.
Après la victoire de Franco il partit en exil. Il s'en fut tout d'abord au Mexique (1939-1946), puis au Venezuela (1946-1947), en Uruguay (1947-1954), en France (1954-1957). 
Au Mexique, il fonda la revue España peregrina, qui accueillit les aspirations des écrivains exilés, et les éditions Séneca, qui publieront les premières œuvres complètes de Antonio Machado, ainsi que des œuvres de Rafael Alberti, César Vallejo, Federico García Lorca et Luis Cernuda, entre autres. Il revint en Espagne en 1958, mais fut rapidement accusé d'opposition au régime, pour avoir signé, entre autres, avec plus de cent intellectuels dénonçant la torture et la répression contre les mineurs des Asturies. Menacé, il dut s'exiler donc de nouveau en 1963 et revint définitivement en Espagne en 1970.
Il vécut longtemps à Madrid et devint un dissident pendant le processus politique qualifié de « transition », dont il fut, avec son habituelle lucidité, l'un des premiers à dénoncer les compromissions avec la monarchie, ce qui lui valut d'être renvoyé successivement de plusieurs journaux. Il fut républicain dès les premières élections démocratiques et publia le manifeste L'Erreur monarchique où il écrivit : « Mon monde n'est pas de ce royaume ». Ses positions se radicalisèrent vers la fin de sa vie et il s'en fut mourir au Pays basque. Là il participa au journal Egin, politiquement proche d'ETA. L'Espagne fut un thème très présent dans son œuvre, et il exprima sa position de manière très ramassée dans le sonnet : « Ecce España ».

## Anecdote
Jean d'Ormesson raconte que Bergamin demanda, pendant la Guerre d'Espagne à ses deux neveux : « Qu'allez vous faire ? ». Les deux neveux répondirent qu'ils ne désiraient pas s'engager. Bergamin insista « : Vous ne pouvez pas, l'Espagne est à feu et à sang ». Ils tirèrent à  pile ou face : l'un est mort chez les communistes, l'autre chez les franquistes.

## Œuvre
- El cohete y la estrella, Madrid : Índice, 1923. Traduction française Yves Roullière inJouet des dieux. Aphorismes et caricatures, Le Rocher, 2002
- Enemigo que huye: Polifemo y Coloquio espiritual (1925-1926), Madrid : Biblioteca Nueva, 1927.
- Don Lindo de Almería (1926), Valencia : Pre-Textos, 1988.
- Caracteres: (I-XXX), 1926 [Traduction française (par Yves Roullière) dans Jouet des dieux. Aphorismes et caricatures, Le Rocher, 2002]
- Mangas y capirotes (España en su laberinto teatral del XVII), Madrid : Plutarco, 1933. Deuxième édition Buenos Aires, Argos, 1950. [Traduction française (par Yves Roullière) L’Espagne en son labyrinthe théâtral au XVIIe siècle, Éditions de l'éclat, 1992]
- Las ideas liebres: aforística y epigramática (1935-1981), Barcelona : Destino, 1998.
- La más leve idea de Lope, Madrid: Ediciones del Árbol, 1936 [Traduction française (par Yves Roullière) « La plus légère idée de Lope » dans L’Espagne en son labyrinthe théâtral au XVIIe siècle, éditions de l'Éclat, 1992].
- Presencia de espíritu, Madrid : Ediciones del Árbol, 1936.[Traduction française (par Yves Roullière) dans L'Importance du démon et autres choses sans importance, éditions de l'Éclat  , 1993].
- El alma en un hilo, [México, D.F.] : Séneca, 1940 [Traduction française (par Yves Roullière) dans L'Importance du démon et autres choses sans importance, éditions de l'Éclat, 1993.
- Detrás de la cruz: terrorismo y persecución religiosa en España, México : Séneca, 1941 [Traduction française (par Yves Roullière) dans Terrorisme et persécution religieuse en Espagne (1936-1938), éditions de l'Éclat , 2007 (à paraître)]
- El pozo de la angustia, México: Séneca, 1941 [Traduction française (par Yves Roullière) Le Puits de l’angoisse, éditions de l'Éclat, 1997].
- El pasajero, Mexico : Séneca, 1943 [Traduction française partielle (par Yves Roullière) dans Le Brûloir de Don Patricio, précédé de Souvenirs de squelette, Le Rocher, 2002].
- La hija de Dios; y La niña guerrillera, México : Manuel Altoaguirre, 1945.
- La voz apagada : (Dante dantesco y otros ensayos), Mexico : Editora Central, 1945.
- La corteza de la letra: (palabras desnudas), Buenos Aires: Losada, 1957.
- Lázaro, Don Juan y Segismundo, Madrid: Taurus, 1959.
- Fronteras infernales de la poesía Madrid : Taurus, 1959.
- La decadencia del analfabetismo ; La importancia del demonio Santiago de Chile, Madrid : Cruz del Sur, 1961 [Traduction française de "la décadence de l'analphabétisme" (par Florence Delay), La Délirante, Paris, 1988).
- El arte de birlibirloque (« L'Art de Birlibirloque ») ; La estatua de Don Tancredo (« La Statue de don Tancrède ») ; El mundo por montera Santiago de Chile ; Madrid : Cruz del Sur, 1961 [Traduction française (par Yves Roullière) dans L'Importance du démon et autres choses sans importance, éditions de l'Éclat, 1993].
- Del otoño y los mirlos, Madrid, El Retiro : 1962, Barcelona: RM, 1975.
- Al volver, Barcelone: Seix Barral, 1962.
- Rimas y sonetos rezagados ; Duendecitos y coplas Santiago de Chile, Madrid : Cruz del Sur, 1963.
- Apartada orilla : (1971-1972) Madrid : Turner, 1976.
- De una España peregrina, Madrid : Al-Borak, 1972.
- Le clou brûlant, 1972 (Réédité aux éditions des Fondeurs de briques)
- Beltenebros y otros ensayos sobre literatura española, Barcelona : Noguer, 1973.
- La risa en los huesos, Madrid : Nostromo, 1973. Contient : Tres escenas en ángulo recto y Enemigo que huye
- Velado desvelo : (1973-1977), Madrid : Turner, 1978.
- Ilustración y defensa del toreo Torremolinos : Litoral, 1974.
- El clavo ardiendo, Barcelona : Aymá, 1974.
- La importancia del demonio y otras cosas sin importancia, Madrid : Júcar, 1974 [Traduction française (par Yves Roullière) « L'importance du démon et autres choses sans importance », éditions de l'Éclat, 1993].
- El pensamiento perdido: páginas de guerra y del destierro, Madrid : Adra, 1976.
- Esperando la mano de nieve : (1978-1981), Madrid : Turner, 1985.
- Los filólogos, Madrid : Turner, 1978.
- Calderón y cierra España y otros ensayos disparatados, Barcelona : Planeta, 1979.
- Por debajo del sueño : antología poética, Málaga : Litoral, 1979.
- Al fin y al cabo (prosas), Madrid : Alianza, 1981.
- La música callada del toreo, Madrid : Turner, 1981 [Traduction française (par Florence Delay), La Solitude sonore du toreo, Seuil, 1989]
- El cohete y la estrella; La cabeza a pájaros, Madrid : Cátedra, 1981 [Traduction française (par Yves Roullière) dans Jouet des dieux. Aphorismes et caricatures, Le Rocher, 2002]
- Aforismos de la cabeza parlante, Madrid : Turner, 1983.
- La claridad desierta, Madrid : Turner, 1983.
- Canto rodado, Madrid : Turner, 1984.
- Hora última, Madrid : Turner, 1984.
- Poesías casi completas, Madrid : Alianza, 1984.
- El pensamiento de un esqueleto: antología periodística, Torremolinos : Litoral, 1984.
- Prólogos epilogales, Valencia: Pre-Textos, 1985.
- La claridad del toreo, Madrid : Turner, 1987.
- Escritos en Euskal, Herria Tafalla : Txalaparta, 1995.
- Ristal del tiempo Hondarribia, Hiru, 1995.
- Antología poética, Madrid : Castalia, 1997.

## Filmographie
Auteur
- 1970 : Reportage sur un squelette, téléfilm de Michel Mitrani

Acteur
- 1974 : Le Fantôme de la liberté de Luis Buñuel : un condamné à mort

## Hommages en français
- Pierre Gamarra, «Adieu à Bergamin» in Europe[3], numéro 655-656, 1983, p. 178-179.
- André Malraux, préface de Le Clou brûlant, Plon 1972.
- Florence Delay, Mon Espagne. Or et Ciel, Hermann, 2008. (Le livre offre une très belle évocation de José Bergamin).
- Manuel Arroyo Stephens, Parmi les cendres, Quai Voltaire, 2016 (Ce livre, de son éditeur et jeune ami, recèle des perles sur la biographie de Bergamin)
- Jeanne Marie, Los caminos del alma / Les Chemins de l’âme - memoria viva de los poetas del 27’ mémoire vive des poètes de la Génération de 1927, éditions Paradigme Orléans